# 若斯叻吸引子

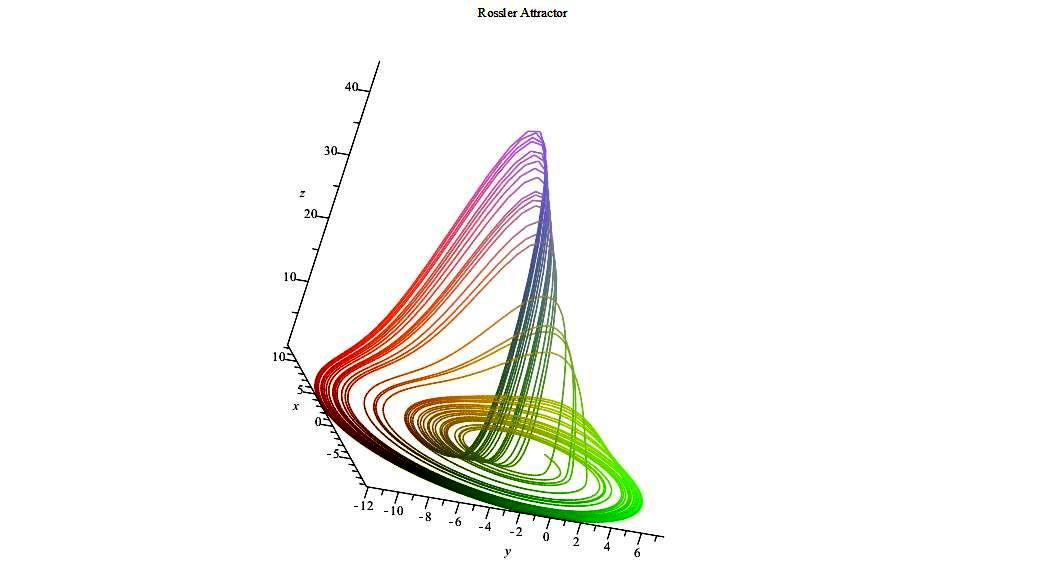
若斯叻吸引子

若斯叻吸引子(Rössler attractor)是一组三元非线性微分方程：
{\displaystyle {\frac {dx(t)}{dt}}=-y(t)-z(t)}
{\displaystyle {\frac {dy(t)}{dt}}=x(t)+a*y(t)}
{\displaystyle {\frac {dz(t)}{dt}}=b-c*z(t)+x(t)*z(t)}
若斯叻方程没有解析解，但可利用龙格－库塔法求数值解并做图。